# Libidó
A libidó a nemi vágyat jelenti. A libido latin szó jelentése vágy. A nemi vágy felelős a fajfenntartásért és a párkeresésért is.
A nemi vágyat sok minden befolyásolja: testi, pszichés és kulturális tényezők. A kivizsgálásnál fontos a szomatikus állapot megállapítása, hormonszint vizsgálatok elvégzése és pszichológiai kivizsgálás.

## Csökkent libidó okai
- stressz
- betegség
- gyógyszerek
- életmód
- öregedés
- csökkent tesztoszteronszint
- depresszió
- drog és alkohol
- pajzsmirigyzavarok
- nőknél akár a fogamzásgátló tabletta szedése
- pornográfia függőség